# Дальбю, Камилла
Камилла Дальбю (дат. Camilla Dalby Christensen; род. 15 мая 1988 года) — датская гандболистка, правая полусредняя сборной Дании и ГК «Рейнджерс». Чемпионка Дании 2012 года, чемпионка Черногории 2016 года, обладательница Кубка Дании и Кубка Черногории, победительница Кубка EHF 2010 года. Бронзовый призёр чемпионата мира 2013 года. Участница летних Олимпийских игр 2012 года в Лондоне.

## Биография
Начала заниматься в секции гандбола с четырёхлетнего возраста. Затем стала игроком играла за Randers Freja, который позже сформировался как гандбольный клуб «Рейнджерс». 16 сентября 2006 года впервые сыграла в матче высшего дивизиона Дании. В составе Рейнджерс она выиграла Кубок ЕГФ в 2010 году, а в 2012 году — чемпионат Дании. В сезоне 2012/13 годов она забила больше всего голов в датской лиги — 187 голов.
Летом 2013 года Камилла подписала контракт и перешла в черногорский клуб «Будучность». В составе этой команды датская гандболистка выиграла чемпионат и Кубок Черногории в 2014 и 2015 годах, а также Лигу чемпионов ЕГФ в 2015 году. Летом 2015 года она вернулась в свой родной датский клуб. После сезона 2018/19 годов Дальбю завершила карьеру в спорте высших достижений.

## Карьера в сборной
С 2007 года Камилла регулярно вызывалась в сборную Дании. 108 международных матчей она провела в составе национальной команды и забила 303 гола. Дебют в сборной на крупных международных состязаниях пришёлся на Чемпионат Европы 2008 года.
Она в связи с травмой колена не принимала участие в играх своей сборной на чемпионате мира 2011 года, где сборная Дании стала 4-й.
Летом 2012 года она была приглашена в сборную для участия в летних Олимпийских играх в Лондоне. Датчанки на том турнире не смогли выйти из группы.
В составе сборной Дании Камилла Дальбю становилась бронзовым призером чемпионата мира 2013 года в Сербии.
В 2016 году она прекратила участие в национальной сборной.